# Musikens makt (film)
Musikens makt är en svensk dramafilm från 1912 i regi av Georg af Klercker. 

## Om filmen
Filmen premiärvisades 20 januari 1912 på biograf Biorama i Malmö. Den spelades in vid Svenska Biografteaterns ateljé på Lidingö med exteriörer från Göteborg av Henrik Jaenzon. 

## Rollista
- Arthur Donaldson – Edvard Björkman, kompositör
- Lilly Jacobsson – Hilda Dahlkvist
- Victor Arfvidson – La Tour, professor
- Georg af Klercker – Carl Schiller